# Werner Steuer
Werner Steuer (* 9. März 1920) war Fußballspieler in der höchsten DDR-Fußballklasse, der Oberliga. Mit der BSG Chemie Leipzig wurde er 1951 DDR-Meister.
Als 1949 in der Sowjetischen Besatzungszone zum ersten Mal mit der Fußballoberliga, später als DDR-Oberliga bezeichnet, eine gemeinsame Fußballliga für alle ostdeutschen Länder startete, gehörte auch die ZSG Industrie Leipzig zu den teilnehmenden Mannschaften. Zu deren Aufgebot zählte der 29-jährige Angriffsspieler Werner Steuer. Er kam erstmals in der Oberliga am 9. Oktober 1949 zum Einsatz und spielte in der Begegnung des 5. Spieltages ZSG Industrie – Vorwärts Schwerin (4:0) auf der Position des halbrechten Stürmers. Bis zum Saisonende wurde Steuer in allen Oberligaspielen aufgeboten und kam so auf 22 Einsätze, in denen er sieben Tore erzielte. In der folgenden Spielzeit 1950/51 wurde die Leipziger Mannschaft, die nun unter dem Namen BSG Chemie antrat, DDR-Meister. Für Steuer war es die letzte Saison in der Oberligamannschaft. Zwischen dem 1. und 19. Spieltag kam er, nur noch sporadisch aufgeboten, zu acht Oberligaeinsätzen und war zweimal als Torschütze erfolgreich. Nach insgesamt 30 Oberligaspielen mit neun Toren beendete Steuer im Sommer 1951 seine Laufbahn als Leistungssportler.